# Carla Cipriani
Pour les articles homonymes, voir Carla et Cipriani.
Carla Cipriani (née le 30 mars 1930 à Vérone et morte le 9 août 2006  à Merano) est une scénariste de cinéma italienne.

## Biographie
Carla Cipriani a travaillé principalement pour le réalisateur italien Tinto Brass.

## Filmographie
Scénariste
- 1997 : Monella
- 1999 : Tra(sgre)dire
- 2003 : Fallo!
- 2005 : Monamour